# Anilios robertsi
Espèce
Synonymes
- Ramphotyphlops robertsi Couper, Covacevich & Wilson, 1998
- Austrotyphlops robertsi (Couper, Covacevich & Wilson, 1998)

Anilios robertsi est une espèce de serpents de la famille des Typhlopidae. 

## Répartition
Cette espèce est endémique du Queensland en Australie.

## Habitat
Elle se rencontre dans les forêts ouvertes d'Eucalyptus tereticornis, Eucalyptus trachyphloia et Eucalyptus acmenoides

## Étymologie
Cette espèce est nommée en l'honneur de Lewis Roberts, naturaliste au Muséum du Queensland, qui a collecté l'holotype.

## Publication originale
- Couper, Covacevich & Wilson, 1998 : Two new species of Ramphotyphlops (Squamata: Typhlopidae) from Queensland. Memoirs of the Queensland Museum, vol. 42, no 2, p. 459-464.